# Die Sketch Show
Die Sketch Show ist eine Comedy-Show, die erstmals 2002 auf ProSieben ausgestrahlt wurde. Sie basiert auf der britischen Show The Sketch Show.
Die von Brainpool produzierte Show beinhaltet jeweils 30 voneinander unabhängige Sketche pro Folge, welche 25 Minuten dauerte. Regie führten Dirk Nabersberg und Geriet Schieske, für das Drehbuch war Rolf Gade van Boxen verantwortlich. Die Besetzung bestand aus den fünf Comedians Robert Louis Griesbach, Carsten Höfer, Michael Müller, Heike Siekmann und Vera Teltz. Die Sketch-Show wurde erstmals am 4. November 2002 um 21:45 Uhr auf ProSieben ausgestrahlt, die erste Staffel umfasste 13 Folgen. Eine zweite Staffel wurde nicht produziert.